# هیتومی نیا
هیتومی نیا (انگلیسی: Hitomi Niiya؛ زادهٔ ۲۶ فوریه ۱۹۸۸) ورزشکار دو و میدانی اهل ژاپن است.